# Проспект Кулакова (Курск)
Проспе́кт Кулако́ва — проспект в Курске. Назван в честь партийного и государственного деятеля СССР Фёдора Давыдовича Кулакова. Проходит с севера на юг, начиная от улицы Магистральной, заканчивая Ламоновским мостом на реке Сейм, где далее плавно переходит в улицу Энгельса.

## История и характеристика
Проспект Кулакова получил своё название 25 августа 1978 года, после реконструкции Рышковской улицы. Дорога имеет двойной тип дороги по 3—4 полосы, посередине проходит линия трамвайных путей до Льговского поворота, где дальше они проходят по Проспекту Ленинского Комсомола. Изначально проспект Кулакова имел одну дорогу, где перед Ламоновским мостом дорога переходила в две. В связи с Олимпиадой 1980 года было принято решение построить второй мост на реке Сейм рядом со старым, а также и вторую дорогу.

## Пересекает или соприкасается с улицами
- Магистральный проезд
- Проспект Ленинского комсомола
- Улица Энергетиков
- Улица Народная
- Улица Гагарина
- Улица Парковая
- Улица Резиновая
- Улица Серёгина

## Транспорт
Транспорт по Проспекту Кулакова осуществляется автобусами, маршрутным такси, трамваем, троллейбусами и электробусами